# Udinese Calcio 2001-2002
Questa voce raccoglie le informazioni riguardanti l'Udinese Calcio nelle competizioni ufficiali della stagione 2001-2002.

## Stagione

Roberto Muzzi, migliore marcatore stagionale dei bianconeri.

Nella stagione 2001-2002 l'Udinese disputa il massimo campionato, raccogliendo 40 punti e il quattordicesimo posto in classifica.
Il patron Giampaolo Pozzo chiama sulla panchina udinese l'inglese Roy Hodgson. In campionato il cammino dei bianconeri è altalenante ma tutto sommato discreto, ma la causa che determina l'improvviso esonero del tecnico inglese è un'intervista rilasciata a un tabloid inglese, in cui dichiara di essere pentito di aver accettato di venire a Udine: Pozzo non gradisce e non accetta lo sgarbo, così nonostante i 18 punti raccolti in 14 giornate, dà il benservito a Hodgson al termine della gara vinta (2-1) con il Verona ai primi di dicembre.
Per sostituirlo viene chiamato Gian Piero Ventura, ma con il tecnico ligure l'Udinese scivola pian piano dall'ottava posizione nella zona calda della classifica, restandovi fino al termine del torneo. La salvezza arriva a fine aprile, tra la terz'ultima e la penultima giornata, con le vittorie sulle già retrocesse Venezia e Lecce; poi nell'ultima di campionato la Juventus vincendo al Friuli (0-2) si è presa lo scudetto, superando al fotofinish di un punto la Roma e di due l'Inter.
Migliore marcatore stagionale dei bianconeri è Roberto Muzzi con 15 centri. Nella Coppa Italia i friulani eliminano nel secondo turno la Ternana, negli ottavi hanno la meglio sull'Inter, mentre nei quarti vengono estromessi dal torneo dal Parma.

## Divise e sponsor
Nella stagione 2001-2002 l'Udinese gioca con la maglia tradizionale a strisce verticali bianconere e calzoncini neri, mentre la seconda maglia è blù con calzoncini bianchi. Lo Sponsor ufficiale che campeggia sulle maglie è la Ristora, mentre lo Sponsor tecnico è la Diadora.

## Rosa
| N. |                      | Ruolo | Calciatore                   |
| -- | -------------------- | ----- | ---------------------------- |
| 1  | Italia (bandiera)    | P     | Luigi Turci                  |
| 22 | Italia (bandiera)    | P     | Morgan De Sanctis            |
| 4  | Italia (bandiera)    | D     | Valerio Bertotto             |
| 27 | Honduras (bandiera)  | D     | Samuel Caballero             |
|    | Paraguay (bandiera)  | D     | José Devaca                  |
| 6  | Ghana (bandiera)     | D     | Mohammed Gargo               |
| 2  | Belgio (bandiera)    | D     | Régis Genaux                 |
| 15 | Danimarca (bandiera) | D     | Per Krøldrup                 |
| 3  | Italia (bandiera)    | D     | Thomas Manfredini            |
| 26 | Italia (bandiera)    | D     | Mirko Pieri                  |
| 19 | Italia (bandiera)    | D     | Gennaro Scarlato             |
| 5  | Italia (bandiera)    | D     | Andrea Sottil                |
| 20 | Italia (bandiera)    | D     | Marco Zamboni                |
| 24 | Spagna (bandiera)    | D     | Esteban Javier López D'Asero |
| 30 | Colombia (bandiera)  | D     | Gonzalo Martínez             |
|    | Togo (bandiera)      | D     | Massamasso Tchangai          |
| 16 | Italia (bandiera)    | C     | Maurizio Bedin               |

| N. |                      | Ruolo | Calciatore         |
| -- | -------------------- | ----- | ------------------ |
| 21 | Brasile (bandiera)   | C     | Alberto            |
| 34 | Argentina (bandiera) | C     | Sergio Almiron     |
| 7  | Argentina (bandiera) | C     | Cristian Díaz      |
| 8  | Spagna (bandiera)    | C     | Luis Helguera      |
| 10 | Danimarca (bandiera) | C     | Martin Jørgensen   |
| 55 | Brasile (bandiera)   | C     | Marcos Paulo Alves |
| 17 | Argentina (bandiera) | C     | Mauricio Pineda    |
| 13 | Italia (bandiera)    | C     | Giampiero Pinzi    |
| 14 | Cile (bandiera)      | C     | David Pizarro      |
| 90 | Italia (bandiera)    | A     | David Di Michele   |
| 31 | Italia (bandiera)    | A     | Vincenzo Iaquinta  |
| 11 | Italia (bandiera)    | A     | Roberto Muzzi      |
| 28 | Sudafrica (bandiera) | A     | Siyabonga Nomvethe |
| 18 | Honduras (bandiera)  | A     | Carlos Pavón       |
| 9  | Argentina (bandiera) | A     | Roberto Sosa       |
| 36 | Danimarca (bandiera) | A     | Thomas Thorninger  |
| 7  | Brasile (bandiera)   | A     | Warley             |

## Risultati

### Serie A

#### Girone di andata
| Arbitro: | Trefoloni (Siena) |

|                     |           |                            |
| Muzzi 62’ Pavon 65’ | Marcatori | 12’ Galante 44’ Osmanovski |

| Arbitro: | Racalbuto (Gallarate) |

|             |           |             |
| Tommasi 66’ | Marcatori | 90+2’ Muzzi |

| Arbitro: | Borriello (Mantova) |

|                  |           |                               |
| Muzzi 73’ (rig.) | Marcatori | 15’ Shevchenko 54’ F. Inzaghi |

| Arbitro: | Rodomonti (Teramo) |

|            |           |                            |
| Vryzas 21’ | Marcatori | 44’ Jøorgensen 68’ Pizarro |

| Arbitro: | Pellegrino (Barcellona Pozzo di Gotto) |

|               |           |                          |
| Caballero 38’ | Marcatori | 21’ Perrotta 23’ Luciano |

| Arbitro: | Pellegrino (Barcellona Pozzo di Gotto) |

|  |           |               |
|  | Marcatori | 55’ Jørgensen |

| Arbitro: | Trentalange (Torino) |

|                |           |             |
| Di Michele 88’ | Marcatori | 62’ Ventola |

| Arbitro: | Trefoloni (Siena) |

|          |           |                                                      |
| Doni 57’ | Marcatori | 5’, 61’ Jørgensen 76’ Iaquinta 81’, 85’ (rig.) Muzzi |

| Arbitro: | Rodomonti (Teramo) |

|                  |           |                         |
| Muzzi 32’ (rig.) | Marcatori | 74’ Amoroso 84’ Baronio |

| Arbitro: | P. Rossi (Ciampino) |

|                   |           |                                 |
| Hubner 55’ (rig.) | Marcatori | 23’ Di Michele 68’ (rig.) Muzzi |

| Arbitro: | Treossi (Forlì) |

|               |           |                                        |
| Caballero 76’ | Marcatori | 54’, 90’ Crespo 74’ Liverani 85’ Lopez |

| Arbitro: | Pellegrino (Barcellona Pozzo di Gotto) |

|                             |           |  |
| Giunti 15’ A. Filippini 29’ | Marcatori |  |

| Arbitro: | Dondarini (Finale Emilia) |

|                                     |           |                |
| Muzzi 25’, 33’ (rig.) Jørgensen 54’ | Marcatori | 1’, 4’ Di Vaio |

| Arbitro: | Farina (Novi Ligure) |

|                            |           |          |
| Muzzi 83’ (rig.) Pinzi 87’ | Marcatori | 70’ Oddo |

| Arbitro: | Morganti (Ascoli Piceno) |

|                           |           |              |
| Maniero 39’ Valtolina 75’ | Marcatori | 66’ Helguera |

| Arbitro: | Gabriele (Frosinone) |

|  |           |               |
|  | Marcatori | 1’ Giacomazzi |

| Arbitro: | Borriello (Mantova) |

|                                     |           |  |
| Zambrotta 15’ Nedved 26’ Davids 41’ | Marcatori |  |

#### Girone di ritorno
| Arbitro: | Dondarini (Finale Emilia) |

|                                          |           |              |
| C. Lucarelli 27’ (rig.), 85’ Maspero 70’ | Marcatori | 45’ Iaquinta |

| Arbitro: | Trentalange (Torino) |

|                |           |               |
| Di Michele 48’ | Marcatori | 83’ Batistuta |

| Arbitro: | Trentalange (Torino) |

|                                   |           |                                      |
| Shevchenko 6’ (rig.) Serginho 14’ | Marcatori | 34’ Muzzi 54’ Scarlato 78’ Jørgensen |

| Udine 3 febbraio 2002, ore 15:00 21ª giornata | Udinese                   | 0 – 0 | Perugia | Stadio Friuli\| Arbitro: \| Dondarini (Finale Emilia) \| |
| Arbitro:                                      | Dondarini (Finale Emilia) |       |         |                                                          |

| Arbitro: | Braschi (Prato) |

|                |           |                        |
| F. Cossato 89’ | Marcatori | 18’ Kroldrup 23’ Muzzi |

| Arbitro: | Paparesta (Bari) |

|  |           |          |
|  | Marcatori | 12’ Cruz |

| Arbitro: | Braschi (Prato) |

|                                        |           |                     |
| C. Vieri 27’ Ventola 66’ Conseição 87’ | Marcatori | 78’ Muzzi 89’ Pinzi |

| Arbitro: | Racalbuto (Gallarate) |

|                   |           |                        |
| T. Manfredini 23’ | Marcatori | 55’ Doni 90+4’ Pinardi |

| Firenze 10 marzo 2002, ore 15:00 26ª giornata | Fiorentina           | 0 – 0 | Udinese | Stadio Artemio Franchi\| Arbitro: \| Farina (Novi Ligure) \| |
| Arbitro:                                      | Farina (Novi Ligure) |       |         |                                                              |

| Arbitro: | Messina (Bergamo) |

|           |           |              |
| Muzzi 88’ | Marcatori | 35’ Gautieri |

| Arbitro: | Racalbuto (Gallarate) |

|                            |           |  |
| Stankovic 38’ S. Fiore 79’ | Marcatori |  |

| Arbitro: | Braschi (Prato) |

|                               |           |                           |
| Marcos Paulo 9’ Sosa 14’, 47’ | Marcatori | 17’ Bachini 90’ Guardiola |

| Arbitro: | Trentalange (Torino) |

|                     |           |  |
| Diana 24’ Sukur 76’ | Marcatori |  |

| Arbitro: | Messina (Bergamo) |

|           |           |  |
| Frick 23’ | Marcatori |  |

| Arbitro: | Trentalange (Torino) |

|                    |           |  |
| Pizarro 31’ (rig.) | Marcatori |  |

| Arbitro: | Saccani (Mantova) |

|                |           |                            |
| Giacomazzi 50’ | Marcatori | 55’, 89’ (rig.) Di Michele |

| Arbitro: | Rodomonti (Teramo) |

|  |           |                            |
|  | Marcatori | 2’ Trezeguet 11’ Del Piero |

### Coppa Italia

#### Fase ad eliminazione
| Arbitro: | P. Rossi (Ciampino) |

|                                         |           |                                                    |
| D'Aversa 17’, 36’, 61’ Nappi 89’ (rig.) | Marcatori | 11’ Scarlato 26’ Bertotto 42’ Iaquinta 53’ Almiron |

| Arbitro: | Cassarà (Palermo) |

|                            |           |  |
| Di Michele 13’, 45’ (rig.) | Marcatori |  |

| Arbitro: | Bertini (Arezzo) |

|                            |           |             |
| Di Michele 70’ Pizarro 84’ | Marcatori | 31’ Seedorf |

| Arbitro: | Trefoloni (Siena) |

|                         |           |                         |
| Ventola 11’ Zanetti 18’ | Marcatori | 42’ Muzzi 79’ Jørgensen |

| Arbitro: | Racalbuto (Gallarate) |

|                |           |                |
| Di Michele 73’ | Marcatori | 38’ Marchionni |

| Parma 9 gennaio 2002 Quarti - Ritorno | Parma             | 0 – 0 | Udinese | Stadio Ennio Tardini\| Arbitro: \| Cassarà (Palermo) \| |
| Arbitro:                              | Cassarà (Palermo) |       |         |                                                         |